# Element całkowity
Element całkowity – uogólnienie pojęcia elementu algebraicznego na pierścienie całkowite.

## Definicja
Niech {\displaystyle P,R} będą pierścieniami całkowitymi oraz {\displaystyle P\subseteq R.} Element {\displaystyle a\in R} nazywamy całkowitym nad {\displaystyle P} wtedy i tylko wtedy, gdy istnieje wielomian unormowany {\displaystyle f\in P[x]} taki, że {\displaystyle f(a)=0.}
Zbiór wszystkich elementów całkowitych pierścienia {\displaystyle R} nad {\displaystyle P} oznaczamy {\displaystyle C_{R}(P).}
Liczbę algebraiczną nazywamy liczbą algebraiczną całkowitą wtedy i tylko wtedy, gdy jest całkowita nad {\displaystyle \mathbb {Z} .}

## Liczby algebraiczne całkowite
Jeśli {\displaystyle d\neq 1} jest bezkwadratową liczbą całkowitą, to
{\displaystyle C_{\mathbb {Q} ({\sqrt {d}})}(\mathbb {Z} )=\left\{{\begin{array}{l}\mathbb {Z} [{\sqrt {d}}],\;d\equiv 2(\operatorname {mod} \,4)\vee d\equiv 3(\operatorname {mod} \,4)\\\mathbb {Z} [{\tfrac {1+{\sqrt {d}}}{2}}],\;d\equiv 1(\operatorname {mod} \,4)\end{array}}\right..}